# Sangkan Manik
Sangkan Manik is een bestuurslaag in het regentschap Lebak van de provincie Banten, Indonesië. Sangkan Manik telt 3297 inwoners (volkstelling 2010).